# Elleholms hovgård

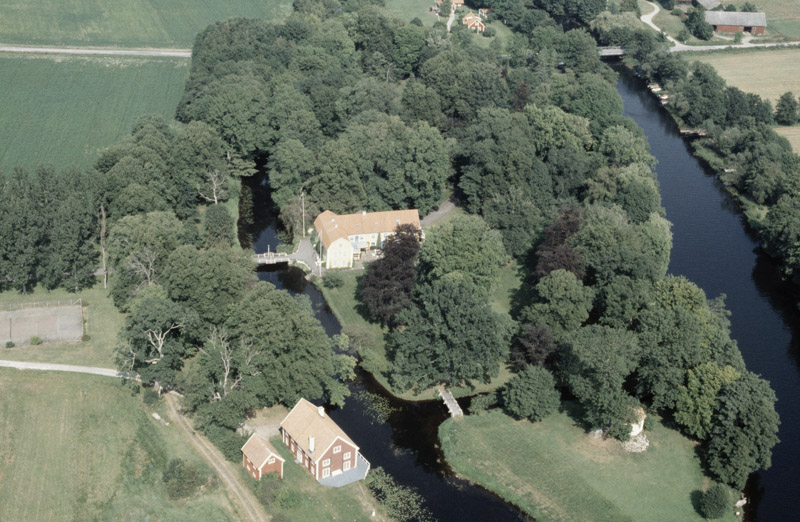
Elleholm

Elleholms hovgård är en herrgård i Elleholms socken i Karlshamns kommun. Hovgården ligger på en holme vid Mörrumsåns mynning, i byn Elleholm. Den nuvarande huvudbyggnad av reveterat timmer i två våningar är byggd 1730 och tillbyggd 1804. 

## Historik
Redan under medeltiden var Elleholm ett ansenligt gods, som tillsammans med ett befäst slott på holmen tillhörde Lunds stift. I början av 1400-talet förpantades godset till riddaren Axel Pedersson (Tott), men blev återlöst 1424. Vid Engelbrekts genomtåg 1436 skadades ärkebiskopens egendom, vilket Karl Knutsson (Bonde) fick ersätta. Kronan övertog egendomen vid reformationen. Vid 1500-talets mitt hade Hartvig Bilde Elleholms slott och län som pant. Han fick genom ett kungligt brev 26 april 1561 tillstånd att överlåta panten på Arild Ugerup. 
Omkring slottet fanns förr en liten stad på holmen. Staden kallades Elleholm och fick 3 februari 1450 köpstadsprivilegier av ärkebiskop Tuve. Staden förstördes av svenskarna 1564, då stadsprivilegierna flyttades till Sölvesborg. De förnyades 1584, men förlorades på nytt 1600. 
Godset ägdes från 1850-talet till 1875 av Louise Christine, länsgrevinna av Danner, som var morganistiskt gift med Fredrik VII av Danmark. En minnessten i parken vittnar om kungens besök i Elleholm 1854. År 1875 inköptes Elleholm från hennes sterbhus av direktör J.A. von Bergen från Karlshamn. Elleholms hovgård ägs idag av släkten Schander, ursprungligen från Växjö.